# Bruchia carinata
Bruchia carinata är en bladmossart som beskrevs av Richard Henry Zander 1993. Bruchia carinata ingår i släktet Bruchia och familjen Bruchiaceae. Inga underarter finns listade i Catalogue of Life.